# 黔南短腿蟾
黔南短腿蟾（学名：Brachytarsophrys qiannanensis），一种于中国贵州省黔南布依族苗族自治州荔波县发现的两栖动物，隶属于角蟾科短腿蟾属。